# ثقبة ثربية
ثقبة ثربية أو ثقبة وينسلو (بالإنجليزية: Omental foramen)‏ هي الممر الذي يصل بين الكيس الأكبر والكيس الأصغر سميت نسبة إلى عالم التشريح الدنامركي يعقوب بنيجنوس وينسلو.

## الحدود التشريحية
- الجهة الأمامية: الرباط الكبدي الاثني عشر. الذي يتكون من طبقتين وداخل هذين الطبقتين توجد القناة الصفراوية المشتركة والشريان الكبدي والوريد البابي الكبدي.
- الجهة الخلفية: الصفاق الذي يغطي الوريد الأجوف السفلي.
- الجهة العلوية: الصفاق الذي يغطي فص الكبد المذنبة.
- الجهة السفلية: الصفاق الذي يغطي بداية الاثني عشر والشريان الكبدي.
- الجهة اليسرى: الرباط المعدي الطحالي.

## صور إضافية

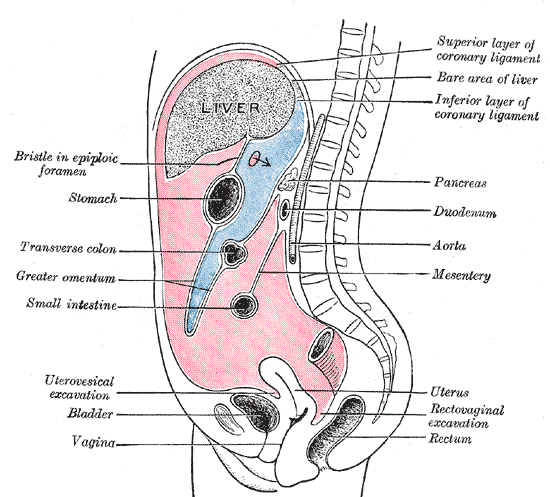
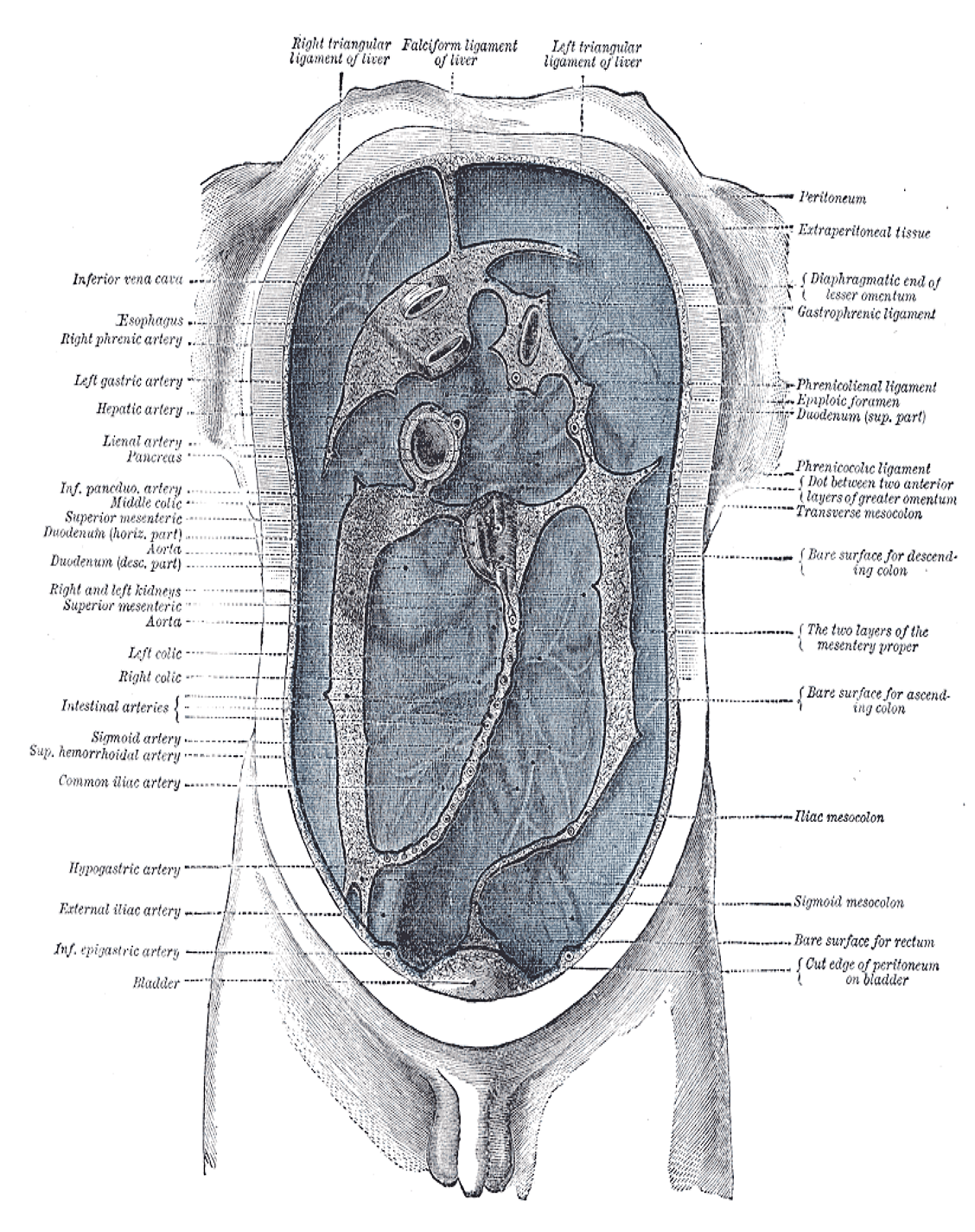
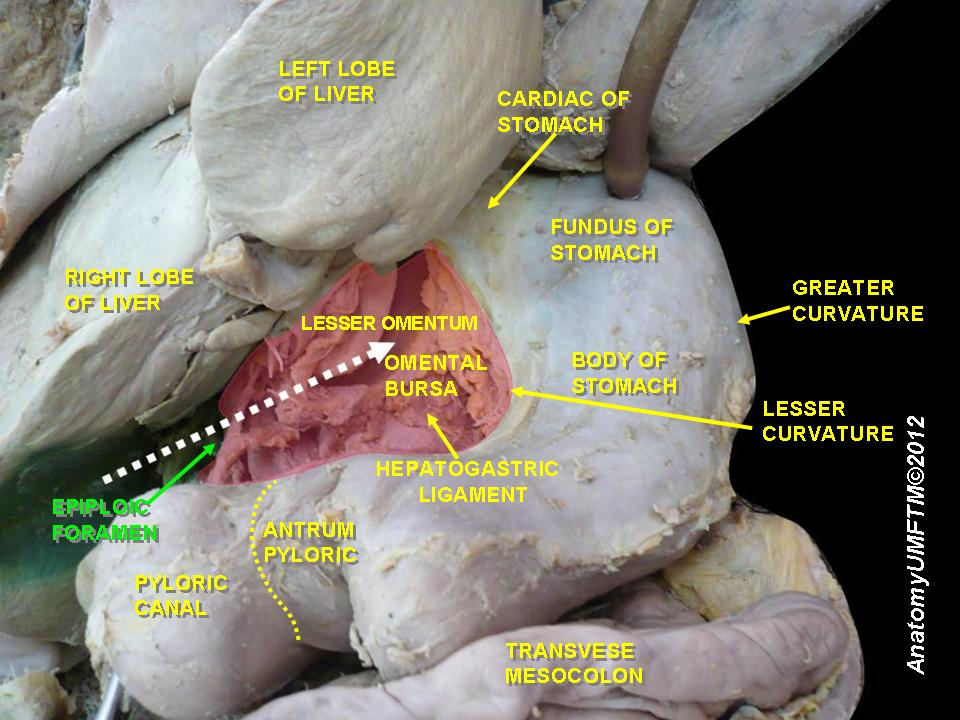
الثقبة Epiploic

## روابط خارجية
- "Omental foramen". Medcyclopaedia. GE.
- صور تشريحية:37:08-0100 في مركز داونستيت الطبي التابع لجامعة نيويورك – "Abdominal Cavity: The Omental Foramen"
- صور تشريحيَّة:7826 على موقع مركز سوني دونستات الطبي.
- صور تشريحيَّة:7831 على موقع مركز سوني دونستات الطبي.
- صور تشريحيَّة:7875 على موقع مركز سوني دونستات الطبي.
- درسٌ تشريحي حول peritoneum مُعدٌ بواسطة ويسلي نورمان (جامعة جورجتاون).
- درسٌ تشريحي حول abdominalcavity مُعدٌ بواسطة ويسلي نورمان (جامعة جورجتاون). (xsectthrulesseromentum)

1. ↑  نموذج تأسيسي في التشريح، QID:Q1406710